# 南丹唐竹
南丹唐竹（学名：Sinobambusa nandanensis）为禾本科唐竹属下的一个种。

## 扩展阅读
- 維基物種上的相關：南丹唐竹